# Brython Thunder
Actualités
Le Brython Thunder est une sélection provinciale féminine galloise de rugby à XV basée à Llanelli. Fondée en 2023, l'équipe dispute le Celtic Challenge, la compétition internationale mettant aux prises des sélections régionales écossaises, galloises et irlandaises.
« Brython » est le mot gallois pour « briton ».

## Histoire
La fédération galloise (WRU) annonce la création des équipes féminines du Gwalia Lightning et du Brython Thunder en décembre 2023. Elles prennent la place de l'équipe du Wales Development XV qui a disputé la toute première édition du Celtic Challenge.
L'ancien international Ashley Beck (en) (sept sélections) est placé à la tête de l'équipe. Il a officié précédemment aux Worcester Warriors (en) en tant que responsable du jeu offensif.
L'effectif regroupe aussi bien des internationales confirmées comme Alex Callender (32 sélections) ou Sioned Harries (78 sélections) que des internationales moins de 20 ans ou de jeunes joueuses n'ayant encore jamais évolué à haut niveau.
Le premier match de l'histoire du Thunder a lieu le 30 décembre 2023, à l'occasion de la première journée du Celtic Challenge : c'est un derby face au Gwalia Lightning, joué à Newport en lever de rideau du derby entre les Dragons et les Scarlets en United Rugby Championship. La rencontre est remportée par le Lightning (20-5). L'équipe remporte trois de ses sept matchs et termine à la cinquième place du classement.